# Bahnhof Wembley Central

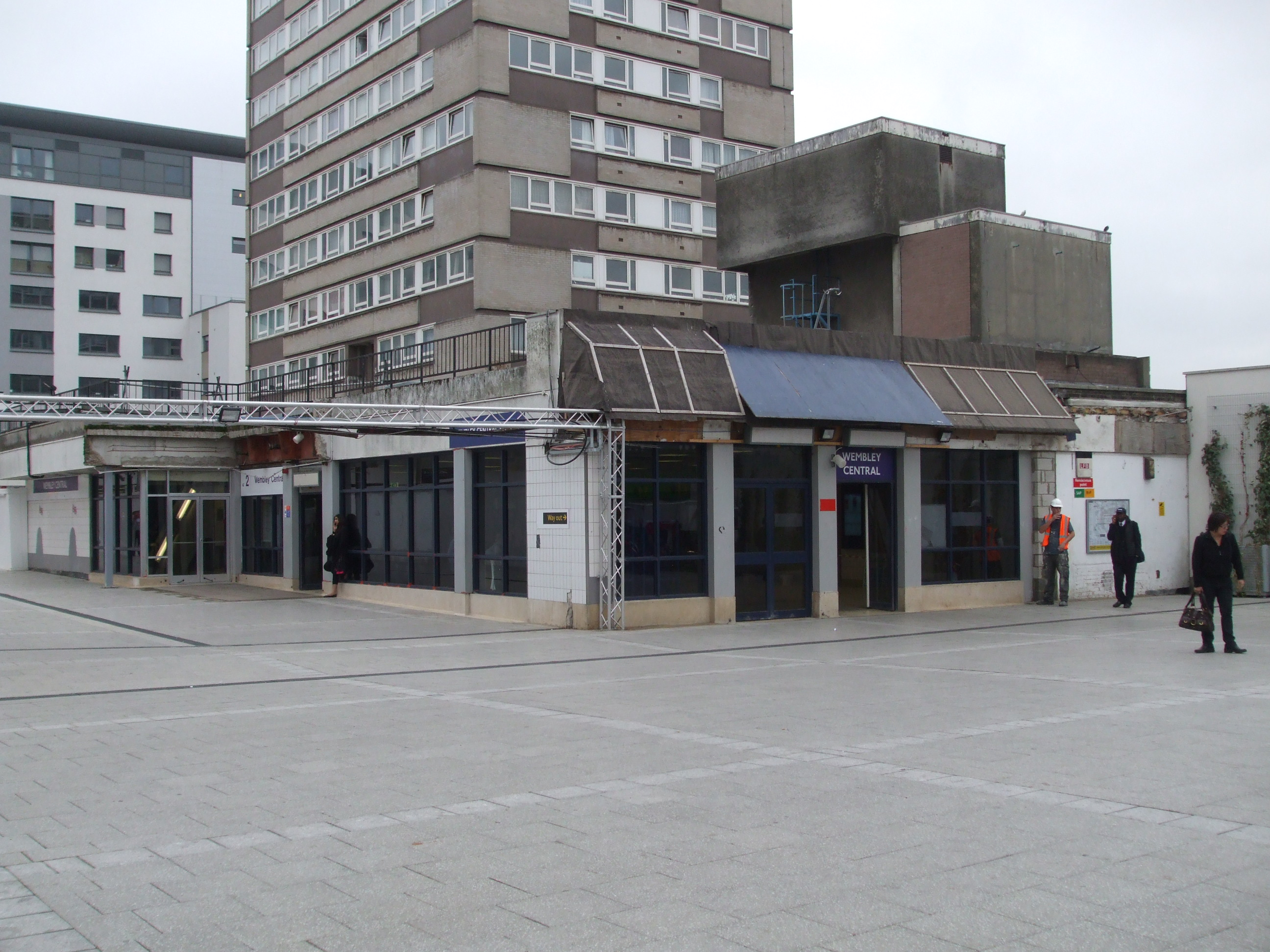
Stationsgebäude

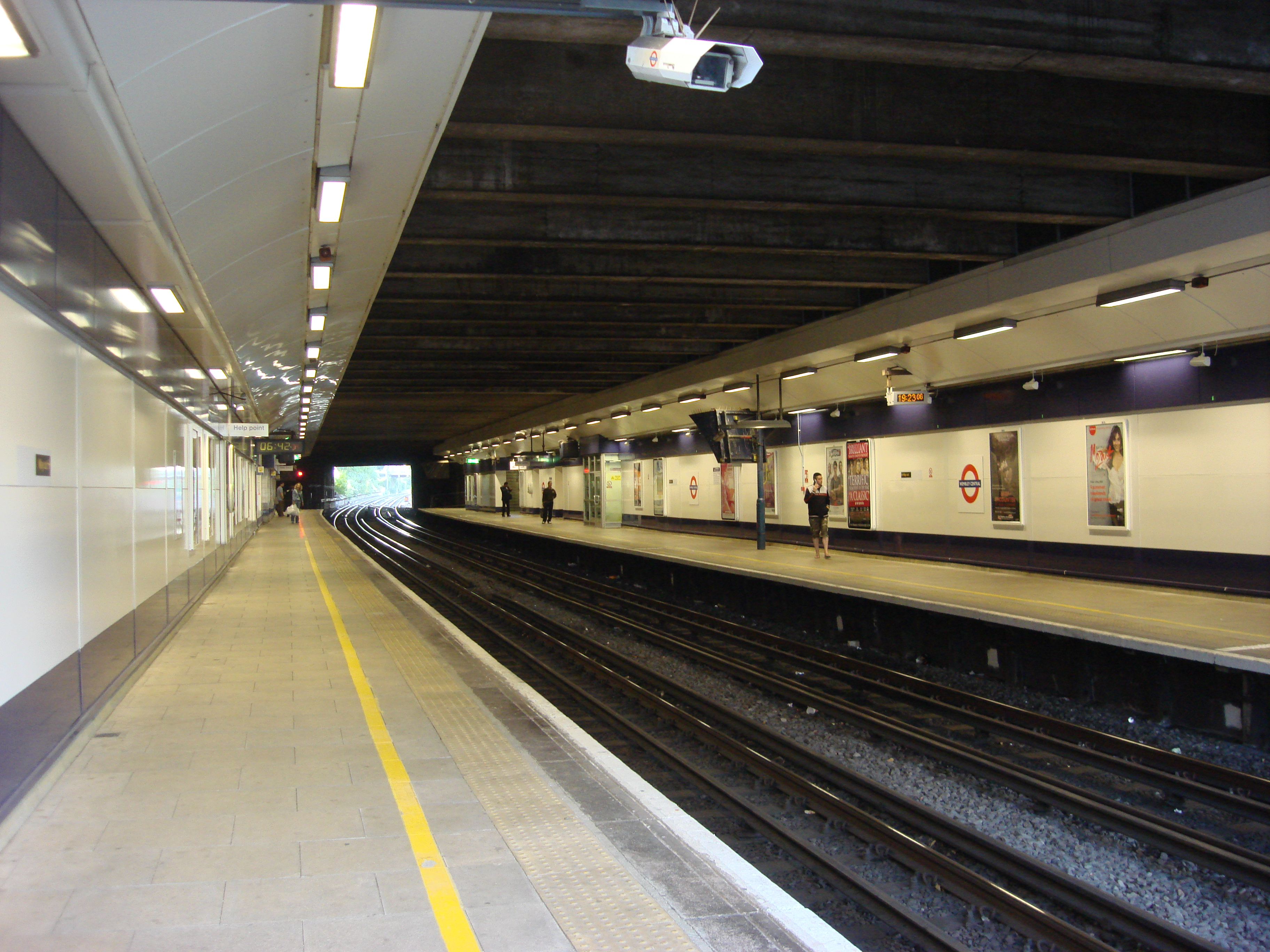
Bahnsteige

Wembley Central ist ein Bahnhof im Stadtbezirk London Borough of Brent. Er befindet sich in der Travelcard-Tarifzone 4 an der High Road und wird einerseits von London-Overground-Vorortszügen zwischen London Euston und Watford Junction bedient, andererseits von der Bakerloo Line der London Underground. Darüber hinaus halten hier Züge der Bahngesellschaft Southern. Im Jahr 2014 nutzten 5,52 Millionen U-Bahn-Fahrgäste den Bahnhof, hinzu kommen 2,973 Millionen Fahrgäste der Eisenbahn.
Als die London and Birmingham Railway im Jahr 1837 ihre Stammstrecke (die heutige West Coast Main Line) eröffnete, fuhren die Züge hier zunächst durch. Die Eröffnung des Bahnhofs erfolgte 1842 unter dem Namen Sudbury. Am 1. Mai 1882 wurde er in Sudbury & Wembley umbenannt, am 1. November 1910 in Wembley for Sudbury. Die elektrischen Vorortzüge auf der parallel verlaufenden Watford DC Line nahmen ihren Betrieb am 15. Juni 1912 auf, jene der Bakerloo Line am 16. April 1917. Eine weitere Umbenennung erfolgte am 5. Juli 1948 und der Bahnhof erhielt seinen heutigen Namen. Zwischen dem 24. September 1982 und dem 4. Juni 1984 war der Betrieb der Bakerloo Line auf dem Teilstück nördlich von Stonebridge Park vorübergehend eingestellt. Im Jahr 2006 wurde der Bahnhof umgebaut; wichtigste Ergänzung ist die neue Fußgängerbrücke zum nahe gelegenen Wembley-Stadion, die aber nur an Tagen mit Veranstaltungen geöffnet ist.